# سوزان صالح
سوزان صالح هي ممثلة أفلام وممثلة مسرحية مصرية، ظهرت في نهاية السبعينيات من القرن العشرين، قدمت خلالها العديد من الأدوار وإستمرت بالتمثيل حتى بدايات التسعينيات، شاركت فيها ببعض أدوار البطولة.

## أعمالها[6][7]
- حكاية سها

1994 - سهرة تليفزيونية
- المشاغبون فى البحرية

1992 - فيلم
نيفين
- ذكريات وندم

1992 - فيلم
وفاء
- الكلبشات

1991 - فيلم
- أنا عايزه مليونير

1991 - مسرحية
- حصل ياسعادة البيه

1991 - فيلم
نرجس خشبه ضرغام
- نساء ضد القانون

1991 - فيلم
زينب
- وداعًا يا ربيع العمر

1991 - مسلسل
- صباح الخير بالليل

1990 - مسرحية
- الصعايدة جم

1989 - فيلم
هدى
- اللقاء الثاني

1988 - مسلسل
- النمر والأنثى

1987 - فيلم
الابنة المزيفة للقماش
- بكيزة وزغلول

1987 - مسلسل
شهيرة
- خمسة خمسة

1987 - مسلسل
- ابن تحية عزوز

1986 - فيلم
- المنعطف

1986 - مسلسل
- مدام شلاطة

1986 - فيلم
- معركة النساء

1986 - فيلم
- حالة خاصة

1985 - مسلسل
- لست مجرماً

1985 - فيلم
- أماني شلبي الواقع
- آخر الرجال المحترمين

1984 - فيلم
- سيدة الفندق

1984 - مسلسل
- فتوة الناس الغلابة

1984 - فيلم
مضيفة الطائرة
- والسيدة حرمه (سيدة الحوش)

1984 - مسرحية
فتحية
- حب في الزنزانة

1983 - فيلم
زوجة سامي حسن
- وعادت الأيام

1983 - مسلسل
- الإنسان والمجهول

1982 - مسلسل
- العرافة

1981 - فيلم
وفد الطلبة
- شعبان تحت الصفر

1980 - فيلم
من بائعات الهوى
- عذاب الحب

1980 - فيلم
زيزي
- غاوي مشاكل

1980 - فيلم
- أيام العذاب

1979 - مسلسل
- نحن لا نرى بعيون الآخرين

1979 - مسلسل
- الحبال المقطوعة

0 - سهرة تليفزيونية
زوجه فوزى
- المهاجرون

0 - مسلسل
- زوج على نار هادئة

0 - مسرحية
- شاطيء الحنين

0 - مسلسل
- فكرية

0 - سهرة تليفزيونية
ليلى
- وراء كل مجنون امرأة

0 - مسرحية
- وراك وراك

0 - مسرحية
- وشك حلو